# Albino (osebno ime)
Albino je moško osebno ime

## Izvor imena
Ime Albino je izpeljanka imena Albin

## Pogostost imena
Po podatkih SURS-a je bilo na dan 31. decembra 2007 v Sloveniji 7 oseb z imenom Albino.

## Osebni praznik
Albino prznjuje god 1. marca.